# Kabupaten Paniai
Kabupaten Paniai är ett kabupaten i Indonesien.   Det ligger i provinsen Papua, i den östra delen av landet, 3 300 km öster om huvudstaden Jakarta. Antalet invånare är 153 432.